# Прометей (спортивне товариство)
Спортивне товариство «Прометей» (або СК «Прометей») — українське спортивне товариство, що об'єднує спортивні клуби з смт. Слобожанське та м. Дніпро (раніше з міста Кам'янське). Основу цього товариства складає баскетбольна та волейбольна команди, які представлені як чоловічими, так і жіночими складами. Усі команди здобували титул чемпіонів України. Засновник та власник — Володимир Дубинський.
Головний спонсор «Прометея» — компанія «Dmart» (укр. «Демарт»), власником якої власне являється сам же Дубинський. З 2024 року компанія «Dmart» спільно із брендом СК «Прометей» стали титульним спонсором чернівецької «Буковини» та де-юре співвласником ТОВ «ФК „Буковина“».

## Історія
Спортивний клуб «Прометей» був створений у вереснi 2018 року, біля витоків його створення стояли небайдужі до спорту меценати і бізнес-партнери Володимир Дубинський та Павло Чухно. Пріоритетними напрямками в розвитку спортклубу були обрані два: баскетбольний і волейбольний. Ідея розвитку баскетбольного клубу відразу ж отримала підтримку з боку Федерації баскетболу України і команда чоловіків одразу ж розпочала виступи у Вищій лізі сезону 2018/19, а перший волейбольний рік «Прометея» відбувся в 2019 році і у дебютному сезоні клуб із жіночим складом отримав місце в Суперлізі. Влітку 2020 року керівництвом було прийнято рішення про створення жіночої баскетбольної команди, а з початком 2022 року з'явилася і чоловіча версія волейбольного клубу.
Спочатку клуби виступали в місті Кам'янське, в якому і були засновані, проте у 2021 році відбувся переїзд в смт Слобожанське (Дніпровський район (Дніпропетровська область)). Після повномасштабного російського вторгнення в Україну — головна баскетбольна команда базувалася в столиці Латвії та виступала у місцевому дивізіоні (Латвійсько-Естонській Суперлізі), а фарм-клуб (утворений перед стартом сезону 2023/24) виступав по місцю заявки в українських змаганнях. Жіночий склад БК в той час тимчасово припинив діяльність. Волейбольні команди розташовувалися в Чернівцях, а єврокубкові поєдинки проводили в Румунії. Проте сезон 2022/23 жіноча команда частково провела в чемпіонаті Чехії і Центральноєвропейській лізі, де домашні ігри проводила у місті Кутна Гора.
У серпні 2024 року через певні не спортивні причини де-факто організація припинила існування.

## Склад товариства

### Баскетбол
«Прометей» — чоловічий клуб.
Досягнення
Внутрішні:
- Латвійсько-естонська суперліга
  -  Чемпіони (2): 2022/2023, 2023/2024
- Суперліга України
  -  Чемпіони: 2020/2021
  - 1 місце:[7] 2021/2022
  -  Бронзові призери: 2019/2020
- Суперкубок України
  -  Переможець: 2021
- Кубок України
  -  Фіналіст: 2023/2024
- Вища ліга України
  -  Чемпіони (2): 2018/2019, 2023/2024

Міжнародні:
- Єврокубок
  -  Півфіналісти: 2022/2023

«Прометей» — жіночий клуб.
Досягнення
Внутрішні:
- Суперліга України
  -  Чемпіони: 2020/2021
  - 1 місце:[7] 2021/2022
- Кубок України
  -  Володар: 2020/2021

Міжнародні:
- Єврокубок
  - 1/8 фіналу: 2021/2022

### Волейбол
«Прометей» — жіночий клуб.
Досягнення
Внутрішні:
- Суперліга України
  -  Чемпіони (4): 2020/2021, 2021/2022, 2022/2023, 2023/2024
- Кубок України
  -  Володар (3): 2021, 2022, 2024
- Суперкубок України
  -  Володар (3): 2020, 2021, 2023

Міжнародні:
- Ліга чемпіонів ЄКВ
  - 1/8 фіналу: 2023/2024

«Прометей» — чоловічий клуб.
Досягнення
Внутрішні:
- Суперліга України
  -  Чемпіони (2): 2022/2023, 2023/2024
- Кубок України
  -  Фіналіст (2): 2022/2023, 2023/2024
- Суперкубок України
  -  Фіналіст: 2023

Міжнародні:
- Кубок ЄКВ
  - 1/8 фіналу: 2023/2024

## Загальна медальна таблиця
| Команда           | Золото | Срібло | Бронза | Загалом |
| ----------------- | ------ | ------ | ------ | ------- |
| БК «Прометей» (Ч) | 6      | 1      | 1      | 8       |
| БК «Прометей» (Ж) | 2      | –      | –      | 2       |
| ВК «Прометей» (Ч) | 2      | 3      | 1      | 6       |
| ВК «Прометей» (Ж) | 10     | –      | –      | 10      |
| Загалом           | 20     | 4      | 2      | 26      |